# ハンズリーク (小惑星)
ハンズリーク (3257 Hanzlík) は小惑星帯の小惑星。アントニーン・ムルコスがクレチ天文台で発見した。
チェコの気象学者スタニスラフ・ハンズリークに因んで名付けられた。